# Sugao Kambe
Sugao Kambe (jap. 神戸 清雄, Kambe Sugao; * 2. August 1961 in der Präfektur Shizuoka) ist ein ehemaliger japanischer Fußballspieler und heutiger -trainer.

## Karriere

### Spieler

#### Verein
Kambe erlernte das Fußballspielen in der Schulmannschaft der Shizuoka High School und der Universitätsmannschaft der Waseda-Universität. Seinen ersten Vertrag unterschrieb er 1984 beim Honda FC. Der Verein aus Hamamatsu spielte in der damaligen höchsten Liga des Landes, der Japan Soccer League. Für den Verein absolvierte er 60 Erstligaspiele. 1990 beendete er seine Spielerkarriere.

### Nationalmannschaft
Kambe wurde 1989 in den Kader der japanischen Futsalnationalmannschaft berufen und kam bei der Futsal-Weltmeisterschaft 1989 zum Einsatz.